# 1399 Teneriffa
1399 Teneriffa (1936 QY) là một tiểu hành tinh vành đai chính được phát hiện ngày 23 tháng 8 năm 1936 bởi K. Reinmuth ở Heidelberg.